# 布鲁诺·赛维
布鲁诺·赛维（1918年1月22日—2000年1月9日）是意大利建筑师、建筑史家、教授、作家、编辑。泽维是一位对现代主义和后现代主义进行区分的重要人物。

## 早年
赛维于1918年1月22日出生于罗马一家意大利裔犹太人家庭中。
他于1933年完成了中学学业，并入学罗马大学建筑学院。但由于彼时意大利的反犹政策，赛维被迫于1938年中断学业，逃往英国伦敦，并最终来到美国。之后，泽维在格罗皮乌斯领导下的哈佛大学设计学院毕业。
1940年，他与意大利裔记者图里亚·卡拉比结婚。美国的求学经历让他得以了解弗兰克·劳埃德·赖特的作品，后来成为了他发展有机建筑（organic architecture）的重要背景。1943年，赛维回到伦敦，成为了一名战时翻译。

## 与有机建筑相关的社会活动
1944年，赛维成立了颇具影响力的有机建筑协会（Association for Organic Architecture, APAO）。次年，Metron-architecture杂志介绍了他的《走向一种有机建筑》一书，使他赢得了国际声誉。

## 大学教职
1945年，赛维任威尼斯大学的建筑史教授，之后又在罗马大学任教授。他也是国际建筑学会（International Academy of Architecture, IAA，位于保加利亚）的成员。

## 编辑、作家与政治家生涯
从1955年起，赛维开始为意大利L'Espresso周刊撰写专栏。他是意大利犹太人团体的活跃成员，并在意大利反法西斯团体“正义与自由”（Giustizia e Libertà）中参与反法西斯运动。
他曾加入“行动党”（Partito d'Azione, PdA），后来他加入了“大众团结”（Unità Popolare, UP），又作为“激进党”（Partito Radicale, PR）的代表，成为众议院议员。从1954年起直到2000年逝世，他一直是其自创的杂志《建筑史与编年史》（L'architettura. Cronache e storia）的编辑。
《现代建筑语言》是赛维最负盛名的作品。书中，赛维将柯布西耶、格罗皮乌斯、密斯、赖特所创立的现代建筑语汇归纳为7条原则。传统的布扎体系重视某种抽象的原则——秩序、比例、和谐；而泽维呈现了一个别样的开放体系，强调差异与不和谐，追求多维度的动态视角、独立元素的相互作用、工程与设计的有机结合、以生活为目的的空间设计，以及与环境相融合的建筑姿态。赛维对后现代建筑的创新抱有期待，追求复杂而非统一，期望在建筑和历史之间展开对话，从中找寻现代建筑语言的基本元素，并以此探讨建筑学的创新方向。

## 作为空间的建筑
在其《建筑空间论：如何品评建筑》中，赛维探讨了空间在建筑的定义与运用中的必要性。

## 泽维与现代建筑运动
1984年，赛维参与了在维也纳工业大学举办的“人与空间”（Mensch und Raum）国际建筑座谈会。同样参与座谈的还有贾斯特斯·达辛登（ Justus Dahinden）、欧内斯特·吉赛（Ernst Gisel）、奥托·卡普金格（Otto Kapfinger）、弗莱·奥托（Frei Otto）、艾欧尼尔·沙恩（Ionel Schein）、丹尼斯·夏普（Dennis Sharp）、保罗·索莱里（Paolo Soleri）、皮埃尔·瓦高（Pierre Vago）。
赛维对现代建筑迈向古典主义的趋势的批评毫不妥协，为此他甚至会批判那些他仰慕的建筑师们：“格罗皮乌斯、密斯和阿尔托设计的对称的建筑，可以看作一种投降。这些作品缺乏现代体验，他们弱化了现代主义，撤回到了古典主义的子宫里。”

## 评价
“1973年，赛维提出了他自己的观点。通过他的杂志《建筑史与编年史》，他罗列出一系列概念——一个反古典主义的密码簿，用以巩固现代建筑反对称、反和谐的语言。这种诱人的，破碎的建筑理论使他成为从30年代的阿尔托到90年代的李伯斯金以来，所有反偶像崇拜、崇尚解构主义的人们心目中的重要理论家。”

## 主要作品
- Zevi, Bruno (1945). Verso un'architettura organica (意大利语). Torino: Giulio Einaudi editore.
  - (英译本) Zevi, Bruno (1950). Towards an Organic Architecture. London: Faber & Faber.
- Zevi, Bruno (1948). Saper vedere l'architettura (in Italian). Torino: Einaudi.
  - (English translation) Zevi, Bruno (1957). Architecture as Space. How to Look at Architecture. Translated by Milton Gendel. New York: Horizon Press.
  - （中译本）赛维. 建筑空间论:如何品评建筑[M]. 中国建筑工业出版社, 1985.
- Zevi, Bruno (1950). Storia dell'architettura moderna (in Italian). Torino: Einaudi.
- Zevi, Bruno, ed. (1964). Michelangiolo architetto. Milan: Etas Kompass.
- Zevi, Bruno, ed. (1970). Erich Mendelsohn Opera Completa. Milan: Etas Kompass.
  - (English translation) Zevi, Bruno, ed. (1999). Erich Mendelsohn: The Complete Works. Berlin: Birkhäuser Verlag. ISBN 3764359757.
- Zevi, Bruno (1973). Spazi dell'architettura moderna (in Italian). Torino: Einaudi.
- Zevi, Bruno (1978a). Cronache di architettura (in Italian) (2 ed.). Rome–Bari: Laterza.
- Zevi, Bruno (1978b). The Modern Language of Architecture. Seattle: University of Washington Press. ISBN 0295955686.
  - （中译本）布鲁诺・赛维. 现代建筑语言[M]. 中国建筑工业出版社, 2005.
- Zevi, Bruno (1979). Editoriali di architettura (in Italian). Torino: Einaudi.